# Erika Marozsán
Pour les personnes ayant le même patronyme, voir Marozsán.
Erika Marozsán est une actrice d'origine hongroise née à Újfehértó en Hongrie le 3 août 1972.

## Filmographie
- 1989 : Béketárgyalás, avagy az évszázad csütörtökig tart
- 1993 : Kismadár (téléfilm)
- 1993 : Pirouette : Lucie
- 1994 : Rám csaj még nem volt ilyen hatással : Dóra
- 1995 : Esti Kornél csodálatos utazása : Woman from Vienna
- 1996 : A büvész (court métrage)
- 1996 : Szelídek (téléfilm) : Lilla
- 1997 : Alta mira (court métrage) : Ada
- 1997 : Szökés : Mrs. Katinka Õri
- 1998 : Pannon töredék : Léna
- 1998 : Országalma : Mariska
- 1998 : Három szerelem (téléfilm)
- 1999 : Cukorkékség : Rita
- 1999 : La Chanson du sombre dimanche (Ein Lied von Liebe und Tod – Gloomy Sunday) : Ilona
- 1999 : Rögtön jövök (série télévisée) : Variant
- 2000 : Valaki kopog (série télévisée)
- 2000 : Lárá : Lárá
- 2001 : One Day Crossing (court métrage) : Teresa
- 2001 : Das Traumschiff (série télévisée) : Ilona Lauritz
- 2002 : Die Katzenfrau (téléfilm) : Elsa
- 2002 : Forward! : Juli Bartos
- 2002 : L'Empreinte du crime (série télévisée) : Magdalena Krasznahorkai
- 2002 : Inspektor Rolle (série télévisée) : Swetlana
- 2002 : Vienna : Eva
- 2002 : The Crusader (court métrage) : Junge Frau
- 2002 : Sniper 2 : Sophia
- 2002 : Der Freund von früher (téléfilm) : Anna
- 2003 : The Tenth Summer : Almut Hilfers
- 2003 : Die Männer vom K3 (série télévisée) : Carmen Esteban
- 2003 : La Dernière Cible : Klinger
- 2003 : Küss' niemals einen Flaschengeist (téléfilm) : Tabatah
- 2004 : Mein Vater, meine Frau und meine Geliebte (téléfilm) : Eveline
- 2004 : Rózsadomb : Teréz
- 2004 : Der Bestseller - Wiener Blut (téléfilm) : Blumenmädchen Lena
- 2005 : Tote leben länger (téléfilm) : Eva Kramer
- 2005 : Speer und er (mini-série) : Marion Riesser
- 2005 : Solidarity. (court métrage) : Krysia
- 2006 : Rokonok : Szentkálnay Magdaléna
- 2006 : SOKO Kitzbühel (série télévisée) : Elena Molnar
- 2006 : Ghetto : Haya
- 2007 : The Company (mini-série) : Azalia Ivanova
- 2007 : Festin d'amour (Feast of Love) : Margaret Vekashi
- 2008 : Das jüngste Gericht (téléfilm) : Eva
- 2008 : Polly Adler (série télévisée) : Clarissa
- 2008 : Schlaflos in Oldenburg (téléfilm) : Andrea Landhusch
- 2010 : Goebbels et le Juif Süss : Histoire d'une manipulation (Jud Süß - Film ohne Gewissen) : Vlasta
- 2010 : Ivory : Olga Primakova
- 2011 : Kaland : Anna Kádár
- 2011 : Inga Lindström (série télévisée) : Hanna Sundvall
- 2012 : The Door : Évike Grossmann
- 2012 : Slave : Laura
- 2012 : Terápia (série télévisée) : Laura
- 2013 : Sources of Life : Frau Werner
- 2014 : Ein Sommer in Ungarn (téléfilm) : Eszter
- 2014 : Deux Femmes amoureuses (Ich will dich) (téléfilm) : Ayla
- 2014 : Hercules : Ergenia's Maiden
- 2014 : Styria : Miss Eva Pasztor
- 2014 : Besser als nix : Sofia Rasmus
- 2015 : Janus : Kállai Zsuzsa